# Divers gauche
Pour les articles homonymes, voir DVG (homonymie).
L'étiquette divers gauche (abrégée en DVG) représente, en France, une tendance politique sous le nom de laquelle s'intègrent les candidats et politiciens apparentés à la gauche mais qui ne sont membres d'aucun parti politique, ou bien qui sont membres de partis relativement mineurs, ou encore, ayant quitté leur formation politique initiale ou en ayant été exclus.

## Historique

### Années 1960
Le terme "Divers gauche" est créé pour remplacer l'étiquette "centre gauche", attribué par le ministère de l'intérieur aux anciens radicaux de droite (Centre républicain, ...), aux ex RGR autonome et à l'aile droite de l'UDSR (tendance Pléven).
Ils forment l'aile laïque de la droite non gaulliste.
Sous la quatrième république, les candidats soutenus (et non membres) par la SFIO ou le parti radical-socialiste étaient plutôt étiquetés "indépendants de gauche".

### Années 1970
Dans ces années, se rajoutent les radicaux qui n'ont suivi ni l'évolution du PRV ni le MRG.
Les élus socialistes opposés à l'Union de la gauche, qui ne rejoignent pas les petits partis PDS, MDSF, sont classés comme divers gauche.
Ces élus sont toujours très liés à la droite non-gaulliste (Centre démocrate, Mouvement réformateur, UDF).

### Années 1980
Le terme tombe un peu en désuétude, mais à la suite de l'élection présidentielle de 1988 et la victoire relative des socialistes aux législatives qui suivent, les élus locaux rejoignant la "majorité présidentielle" via la stratégie d'ouverture au centre de Michel Rocard sont étiquetés DVG.

### Années 1990 à aujourd'hui
L'étiquette n'est plus synonyme d'élus appartenant à la frange la plus modérée de la "gauche" .
Le terme en vient progressivement à désigner les candidats se réclamant de gauche mais n'étant pas membre d'un parti en particulier.
Pour les listes, l'étiquette DVG permet de donner une indication sans être trop liés aux différents partis, surtout en cas d'alliances.

## Cas particuliers
L'exclusion peut être provisoire et de principe ; en effet, si les dissidents s'étant présentés contre le candidat officiel de leur parti sont exclus mais gagnent le scrutin, ils sont, depuis le début du vingtième siècle, généralement réintégrés au bout de quelques mois, ce qui était rarement le cas avant.
De 2001 à 2008 les inscrits « sans étiquette » n'entrent plus dans la nomenclature du ministère de l'Intérieur, de nombreux candidats et listes se présentant comme « sans étiquette » ont été classés comme DVD « divers droite », DVG « divers gauche » ou, plus exceptionnellement, DVC « divers centre » selon leur tendance politique supposée ; c'est pourquoi à partir de 2008 ce principe laisse place au code LDIV pour liste « divers »

## Personnalités
- Akli Mellouli
- Jean-Paul Bachy
- Dominique Baert, élu de la XIVe législature
- Serge Bardy (XIVe législature)
- Jean-Luc Bleunven (XIVe législature)
- Guy-Michel Chauveau (XIVe législature)
- Jacques Cresta (XIVe législature)
- René Dosière (XIVe législature)
- Olivier Falorni (XIVe législature)
- Georges Frêche
- Edith Gueugneau (XIVe législature)
- Yves Goasdoué (XIVe législature)
- Jean-Noël Guérini
- Gisèle Halimi
- Annie Le Houérou (XIVe législature)
- Yves Krattinger
- Gabrielle Louis-Carabin (XIVe législature)
- Noël Mamère (XIVe législature)
- Philippe Noguès
- Hervé Pellois (XIVe législature)
- Barbara Pompili (XIVe législature)
- Michèle Rubirola, maire de Marseille.
- Boinali Saïd (XIVe législature)
- Philippe Saurel
- Paul Giacobbi (XIVe législature)
- Manuel Valls
- Dominique Potier
- Patrice Vergriete

- Samia Ghali